# 松永澄夫
松永 澄夫（まつなが すみお、1947年12月4日 - ）は、日本の哲学者、東京大学名誉教授。専攻はフランス哲学、言語論、社会哲学。

## 来歴
熊本県出身。熊本県立熊本高等学校から1966年東京大学理科一類入学、1968年理学部生物化学科進学、1970年文学部哲学専修課程転学、1971年同卒業、1973年同大学院人文科学研究科修士課程修了、1975年博士課程中途退学、関東学院大学文学部専任講師、1978年助教授、1979年九州大学教養部助教授、1985年東京大学文学部助教授、1993年教授、2010年定年を前に退任、立正大学文学部哲学科教授。2018年同大学を退任。
2008年共編『哲学の歴史』で毎日出版文化賞受賞。

## 活動
- 哲学を創造する年刊誌『ひとおもい』編集委員。
- 著作の中のさまざまな文章が、高校教科書『国語総合』（数研出版）に掲載のほか、多数の大学、専門学校、高等学校、中学校、さらに全国大学入試センターの入試問題として、また塾や通信教育の教材として利用されている。[2]

## 著書
- 『想像のさまざま　ー意味世界を開くー』東信堂 2022 (ISBN 978-4798917214)
- 『戯曲　母をなくして』東信堂 2021 (ISBN  978-4798916972)
- 『食を料理する－哲学的考察－』増補版 東信堂 2020  (ISBN 978-4-7989-1633-0)
- 『或る青春』東信堂 2020 （小説） (ISBN 978-4-7989-1664-4)
- 『幸運の蹄鉄－時代ー』東信堂 2019 （小説） (ISBN 978-4-7989-1587-6)
- 『めんどりクウちゃんの大そうどう』文芸社 2019 （児童書） (ISBN 978-4-286-20447-5)
- 『二つの季節』春風社 2018 （小説） (ISBN 978-4861106019)
- 『感情と意味世界』東信堂 2016 (ISBN 978-4798913704)
- 『経験のエレメント　体の感覚と物象の知覚・質と空間規定』東信堂 2015 (ISBN 978-4798913193)
- 『価値・意味・秩序　もう一つの哲学概論・哲学が考えるべきこと』東信堂 2014  (ISBN 978-4798911953)
- 『奈津』春風社 2013（小説） (ISBN 978-4861103780)
- 『哲学史を読む』Ⅰ・Ⅱ 東信堂 2008  (ISBN 978-4887138353, ISBN 978-4887138360)
- 『音の経験 言葉はどのようにして可能となるのか』（音の経験・言葉の力 第2部）東信堂 2006  (ISBN 978-4887137189)
- 『言葉の力』（音の経験・言葉の力 第1部）東信堂 2005  (ISBN 978-4887136175)
- 『食を料理する 哲学的考察』東信堂 2003  (ISBN 978-4887135345)
- 『知覚する私・理解する私』勁草書房 1993  (ISBN 978-4326152827)

### 編著
- 『哲学すること――松永澄夫への異議と答弁――』中央公論新社 2017 (ISBN 978-4120050282)
- 『言葉の歓び・哀しみ』 東信堂 2011  (ISBN 978-4798900469)
- 『哲学への誘い―新しい形を求めて』（全5巻 共編著 第I巻 哲学の立ち位置 第II巻 哲学の振る舞い 第III巻 社会の中の哲学 第IV巻 世界経験の枠組み 第V巻 自己） 東信堂 2010  (第I巻:ISBN 978-4798900193、第II巻:ISBN 978-4798900209、第III巻:ISBN 978-4798900216、第IV巻:ISBN 978-4798900223、第V巻:ISBN 978-4798900230)
- 『言葉は社会を動かすか』 東信堂 2010  (ISBN 978-4887139534)
- 『言葉の働く場所』 東信堂 2008  (ISBN 978-4887138735)
- 『環境 文化と政策』 東信堂 2008  (ISBN 978-4887138278)
- 『哲学の歴史 第6巻(18世紀) 知識・経験・啓蒙 人間の科学に向かって』（責任編集）中央公論新社 2007  (ISBN 978-4124035230)
- 『環境 設計の思想』 東信堂 2007  (ISBN 978-4887137424)
- 『環境 安全という価値は･･･』 東信堂 2005  (ISBN 978-4887136397)
- 『私というものの成立』 勁草書房 1994  (ISBN 978-4326152971)